# Бивні (фільм)
«Бивні» (англ. Tusks) — кінофільм.

## Сюжет
Промисел одного з головних героїв фільму Роджера Сінгха — полювання на слонів в одній з країн Африки та подальший продаж їхніх бивнів за великі гроші. Але звичний ритм його життя руйнується, через те, що в країну приїжджає американська художниця Майка Хілл. Мета її візиту протилежна діяльності Роджера: не вбивство слонів, нехай і заради великих грошей, а навпаки — пропаганда захисту тварин, вона дарує одну зі своїх картин, присвячених захисту природи народу африканської країни.
На тлі прекрасних пейзажів африканської савани і розгортаються пригоди героїв: Роджер Сінгх викрадає художницю Майку, вона намагається вибратися з полону …

## У ролях
- Джон Ріс-Девіс — Роджер Сінгх
- Люсі Гаттерідж — Майка Хілл
- Ендрю Стівенс — Марк Сміт
- Джуліан Гловер — Ян Тейлор
- Венді Кліффорд — Джейн Тейлор
- Віктор Меллні — Фред Джонсон
- Секе Садза — дівчина Роджера